# 遠城寺宗知
遠城寺 宗知（えんじょうじ むねとも、1926年11月24日 - 2010年6月21日）は日本の病理学者。九州大学名誉教授。

## 経歴
九州大学医学部長、九州大学総長、久留米大学学長などを歴任した遠城寺宗徳の長男として福岡市に生まれる。福岡県中学修猷館、旧制福岡高等学校を経て、1951年3月九州大学医学部を卒業。
卒業後、実地修練を経て、今井環教授の九州大学医学部病理学教室第一講座に入室。助手、講師を経て、1958年10月助教授に就任。米国ボストンへの留学の後、1963年3月鹿児島大学医学部に新設された第二病理学教室の初代教授に就任する。
1970年10月九州大学医学部に復帰し第二病理学講座の第4代教授に就任。1975年1月九州大学医学部附属病院病理部長にも就任し、外科病理の主に軟部腫瘍の研究に精力的に取り組んだ。1990年3月九州大学を定年退官し、九州大学名誉教授の称号を授与される。
1990年5月福岡県対がん協会会長に就任（～2002年5月）。1992年1月国際病理アカデミー日本支部会長に就任（～1994年12月）。
2010年6月脳腫瘍のため死去。

## 著書
- 『腫瘍病理学講本』 九州大学出版会、1979年

## 共著
- 『わかりやすい病理学』 南江堂、1989年